# Седрік Річмонд
Седрік Леван Річмонд (англ. Cedric Levan Richmond; нар. 13 вересня 1973, Новий Орлеан, Луїзіана) — американський юрист і політик-демократ, член Палати представників Сполучених Штатів від 2-го виборчого округу Луїзіани з 2011 року.

## Життєпис
Закінчив Коледж Морхаус (1995), здобув ступінь доктора права в Університеті Тулейн (1998).
Член Палати представників Луїзіани з 2000 по 2011 рік.
У 2008 році він балотувався в Палату представників США.
З 2017 по 2019 рік Річмонд обіймав посаду голови Чорного кокусу Конгресу.
У 2019 році його призначено першим національним співголовою президентської кампанії Джо Байдена.
17 листопада 2020 року Річмонд оголосив, що покине Конгрес у січні 2021 року і буде старшим радником президента та директором Офісу зв'язків з громадськістю.